# Prace Geograficzne (E. Romera)
Prace Geograficzne – polskie nieperiodyczne czasopismo naukowe poświęcone wybranym działom nauk geograficznych. Wydawnictwo założone we Lwowie w 1918 ukazywało się nieregularnie do 1938 r. Ogółem wydano 19 zeszytów.

## Historia
Czasopismo założył, redagował i finansował z własnych środków geograf i kartograf Eugeniusz Romer. Pragnął on stworzyć forum dla publikacji prac naukowych o Polsce, początkowo szczególnie z dziedziny geografii ludności i etnogeografii terenów wschodnich dawnej Rzeczypospolitej i pograniczy Polski, później również z innych dziedzin nauk geograficznych. Publikowali w nim polscy specjaliści (m.in. antropolog i etnolog Jan Czekanowski, Adam Dudziński, Marian Koczwara, Maria Kołodziejska, Janina Ochocka, Stanisław Pawłowski), w tym sam Romer. Czasopismo wydawało lwowskie wydawnictwo „Książnica Atlas”.